# Lohnfuhrunternehmen

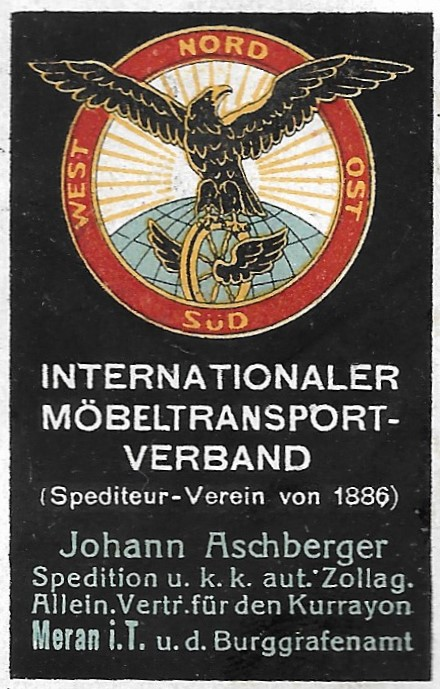
Internationales Speditionsunternehmen Johann Aschberger, Meran, ca. 1910

Lohnfuhrunternehmen (verkürzt: Fuhrunternehmen, veraltet: Fuhrgeschäft, seltener: Lohnfuhrwerker) sind Unternehmen, die entgeltliche Leistungen als Transporteur von Transportgut (Gütern) und/oder andere gewerbliche Dienstleistungen für andere Unternehmen als eine Gesamtleistung erbringen, und dabei deren direkter Weisung über die Ausführung der Leistungserbringung unterliegen.
Das Lohnfuhrunternehmen ist dabei Teil einer Wertschöpfungskette. Der Inhalt des Lohnfuhrvertrages gegenüber dem Auftraggeber (Spedition, Frachtführer) kann teilweise die Erbringung von Dienstleistungen (Transport), Fahrzeugmiete (Lkw) und/oder Arbeitskräfteüberlassung (der Fahrer und/oder Montagehelfer/Beifahrer etc.) umfassen.
Weder Spediteur noch Frachtführer noch Lohnfuhrunternehmer sind Eigentümer des Transportgutes, an denen sie die Transportleistung erbringen.

## Beschreibung
Der Lohnfuhrunternehmer ist als selbständiger gewerblicher Unternehmer, der sich auf Grund eines Vertrages verpflichtet,
- einen Transport von Transportgut und unter Umständen weitere Leistungen,
- mit seinen Transport- bzw. Arbeitsmitteln und
- den bei ihm angestellten Mitarbeitern

zu erbringen. Im Gegensatz zum Frachtführer liegt jedoch im Hinblick auf den Auftraggeber (z. B. Spedition) in der Regel kein Werkvertrag vor, da der Lohnfuhrunternehmer nicht den Transport (Transporterfolg) an sich schuldet, sondern die Zurverfügungstellung von Fahrzeugen und Personal auf Weisung des Auftraggebers. Die genauen Anweisungen für den Transport, den Beförderungszeitraum, Ablieferungsmodalitäten, Inkasso, Rücknahmen etc. werden vom Auftraggeber direkt an die Mitarbeiter des Lohnfuhrunternehmers erteilt.
Auftraggeber nutzen die Dienste von Lohnfuhrunternehmern aus einem oder mehreren der folgenden Aspekte:
- weil sie selbst nicht über die benötigten Transport- und/oder Arbeitsmittel verfügen,
- weil sie keine / zu wenige geeignete Arbeitskräfte oder andere benötigte Kapazitäten/Kompetenzen haben,
- wenn sie Kalkulationssicherheit haben wollen.

## Abgrenzung
Der Spediteur schuldet aus dem Speditionsgeschäft die Organisation des Transportes. Also z. B. die Auswahl des Beförderungsmittels (z. B. Eisenbahn oder Lkw), die Auswahl und Beauftragung des ausführenden Unternehmers und die Versicherung des Gutes. Diese Leistungen kann der Spediteur alle selbst erbringen (Selbsteintritt § 458 HGB). Der Spediteur kann sich aber auch eines Frachtführers und auch eines Lohnfuhrunternehmers bedienen.
Der Frachtführer schuldet aus dem Frachtvertrag den Transport des Frachtgutes, wobei er sich eines Dritten bedienen kann. Dieser kann selbst Frachtführer sein oder ein Lohnfuhrunternehmer.
Im Unterschied zum Mietwagenunternehmen ist der Lohnfuhrunternehmer mit einem oder mehreren Fahrzeugen und dem notwendigen Personal in der Regel im selben Zeitraum nur für einen anderen Unternehmer tätig.
Der Lohnfuhrunternehmen ist wie das Subunternehmen rechtlich selbstständig jedoch in der Art und Weise, wie es seinen Vertrag erfüllt, nicht frei, sondern weitgehend dem Auftraggeber weisungsgebunden.
Die Gesamtleistung des Lohnfuhrunternehmens ist wesentlich der Transport von Transportgut. Er unterscheidet sich dadurch von anderen Unternehmern welche Dienstleistungen erbringen und Arbeitskräfte überlassen, bei denen jedoch die Transportleistung nicht im Vordergrund steht.
Der Lohnfuhrunternehmer stellt in der Regel selbst keinen rechtsverbindlichen Warenbegleitpapiere aus (z. B. Frachtbrief, Lieferschein, Ladelisten, Bordero), sondern erhält diesen vom Frachtführer (oder Spediteur). Der Transport des Frachtgutes gegenüber dem Auftraggeber (Frachtführer oder Spediteur) erfolgt in der Regel nicht zu den Allgemeine Geschäftsbedingungen des Lohnfuhrunternehmers.
Im Verhältnis zum Auftraggeber und zum Empfänger der Frachtsendung trägt der Spediteur bzw. Frachtführer das volle Risiko der Nichterfüllung der Leistung z. B. wegen Insolvenz des Lohnfuhrunternehmens oder Diebstahl des Transportgutes.